# Суперкубок УЄФА 2023
Суперкубок УЄФА 2023 року став 48-м розіграшем Суперкубку УЄФА, щорічного футбольного матчу, організованого УЄФА, в якому зустрілися чинні володари двох найкращих європейських клубних змагань Ліги чемпіонів та Ліги Європи. У матчі брали участь переможці Ліги чемпіонів та Ліги Європи сезону 2022–23. Матч відбувся на стадіоні Георгіос Караїскакіс в Піреї, Греція.
Матч першочергово планували провести на «Ак Барс Арені» в Казані, Росія але через російське вторгнення Росії в Україну 25 січня 2023 року УЄФА ухвалила рішення про перенесення матчу до грецького Пірея.

## Команди
| Команда        | Кваліфікація                        | Попередні участі*                  |
| -------------- | ----------------------------------- | ---------------------------------- |
| Манчестер Сіті | переможець Ліги чемпіонів 2022–2023 | Дебют                              |
| Севілья        | переможець Ліги Європи 2022–2023    | 2006, 2007, 2014, 2015, 2016, 2020 |

* жирним позначено переможні роки.

## Місце проведення

### Оригінальна арена
Арена «Ак Барс» була обрана як фінальний майданчик Виконавчим комітетом УЄФА під час їх зустрічі в Амстердамі, Нідерланди, 2 березня 2020 року. Албанська футбольна асоціація також подала заявку на проведення матчу в Тиран, але зняла свою кандидатуру до голосування.
Матч стане першим Суперкубком УЄФА, який відбудеться в Росії, і другим фіналом клубних змагань УЄФА, який відбудеться в місті після фіналу Кубка УЄФА 2009 року серед жінок. Раніше стадіон був місцем проведення Кубку конфедерацій ФІФА-2017, де проходили три матчі групового етапу та півфінал, а також чемпіонат світу 2018 року, відбулись чотири матчі групового етапу, матч 1/8 фіналу та чвертьфіналу.

### Перенесення до Пірея
25 січня 2023 року УЄФА ухвалила рішення про позбавлення Казані можливості проведення матчу Суперкубку УЄФА 2023 та перенесення його до грецького Пірея.

## Матч

### Деталі
Переможець Ліги чемпіонів був призначений «домашньою» командою.
| 16 серпня 2023 22:00 CEST |

| Манчестер Сіті                                 | 1–1      | Севілья                                       |
| ---------------------------------------------- | -------- | --------------------------------------------- |
| Палмер 63'                                     | Протокол | Ен-Несірі 25'                                 |
|                                                | Пенальті |                                               |
| - Голанн - Альварес - Ковачич - Гріліш - Вокер | 5–4      | - Окампос - Мір - Ракитич - Монтьєль - Гудель |

| Георгіос Караїскакіс, Пірей, Греція Глядачів: 29 207 Арбітр: Франсуа Летексьє (Франція) |

| Манчестер Сіті | Севілья |

| ВР              | 31 | Едерсон         |  |     |
| ЗХ              | 2  | Кайл Вокер      |  |     |
| ЗХ              | 25 | Мануель Аканджі |  |     |
| ЗХ              | 24 | Йошко Гвардіол  |  |     |
| ЗХ              | 6  | Натан Аке       |  |     |
| ПЗ              | 8  | Матео Ковачич   |  |     |
| ПЗ              | 16 | Родрі           |  |     |
| НП              | 80 | Коул Палмер     |  | 85' |
| ПЗ              | 47 | Філ Фоден       |  |     |
| НП              | 10 | Джек Гріліш     |  |     |
| НП              | 9  | Ерлінг Голанн   |  |     |
| Запасні:        |    |                 |  |     |
| ВР              | 18 | Штефан Ортега   |  |     |
| ВР              | 33 | Скотт Карсон    |  |     |
| ЗХ              | 3  | Рубен Діаш      |  |     |
| ЗХ              | 5  | Джон Стоунз     |  |     |
| ЗХ              | 14 | Емерік Лапорт   |  |     |
| ЗХ              | 21 | Серхіо Гомес    |  |     |
| ЗХ              | 82 | Ріко Льюїс      |  |     |
| ПЗ              | 4  | Калвін Філліпс  |  |     |
| ПЗ              | 32 | Максімо Перроне |  |     |
| ПЗ              | 87 | Джеймс Макаті   |  |     |
| НП              | 19 | Хуліан Альварес |  | 85' |
| НП              | 52 | Оскар Бобб      |  |     |
| Тренер:         |    |                 |  |     |
| Жузеп Гвардіола |    |                 |  |     |

| ВР                   | 13 | Яссін Буну       |     |       |
| ЗХ                   | 16 | Хесус Навас      |     | 83'   |
| ЗХ                   | 22 | Лоїк Баде        | 33' |       |
| ЗХ                   | 6  | Неманья Гудель   |     |       |
| ЗХ                   | 19 | Маркос Акунья    |     |       |
| ПЗ                   | 8  | Жоан Жордан      |     |       |
| ПЗ                   | 10 | Іван Ракитич     |     |       |
| НП                   | 5  | Лукас Окампос    |     |       |
| ПЗ                   | 21 | Олівер Торрес    |     | 74'   |
| НП                   | 17 | Ерік Ламела      | 62' | 90+3' |
| НП                   | 15 | Юссеф Ен-Несірі  |     | 90+3' |
| Запасні:             |    |                  |     |       |
| ВР                   | 1  | Марко Дмитрович  |     |       |
| ЗХ                   | 2  | Федеріко Гаттоні |     |       |
| ЗХ                   | 3  | Адрія Педроса    |     |       |
| ЗХ                   | 4  | Гонсало Монтьєль |     | 83'   |
| ЗХ                   | 27 | Кіке Салас       |     |       |
| ПЗ                   | 18 | Джибріль Соу     |     |       |
| ПЗ                   | 24 | Папу Гомес       |     |       |
| ПЗ                   | 26 | Хуанлу Санчес    | 90' | 74'   |
| ПЗ                   | 28 | Ману Буено       |     |       |
| НП                   | 7  | Сусо             |     | 90+3' |
| НП                   | 9  | Рафа Мір         |     | 90+3' |
| НП                   | 11 | Хесус Корона     |     |       |
| Тренер:              |    |                  |     |       |
| Хосе Луїс Менділібар |    |                  |     |       |

| Гравець матчу: Коул Палмер (Манчестер Сіті) Суддівська бригада: Помічники судді: Сіріль Муньє (Франція) Мегді Рахмуні (Франція) Четвертий суддя: Еспен Ескас (Норвегія) Відеоасистент арбітра: Жером Брізар (Франція) Помічник відеоасистента арбітра: Ерік Ваттельє (Франція) Сан Федайї (Швейцарія) | Регламент матчу: - 90 хвилин основного часу. - Післяматчеві пенальті у разі необхідності. - Сім запасних з кожної сторони. - Максимальна кількість замін — по п'ять з кожної сторони. |